# 食欲

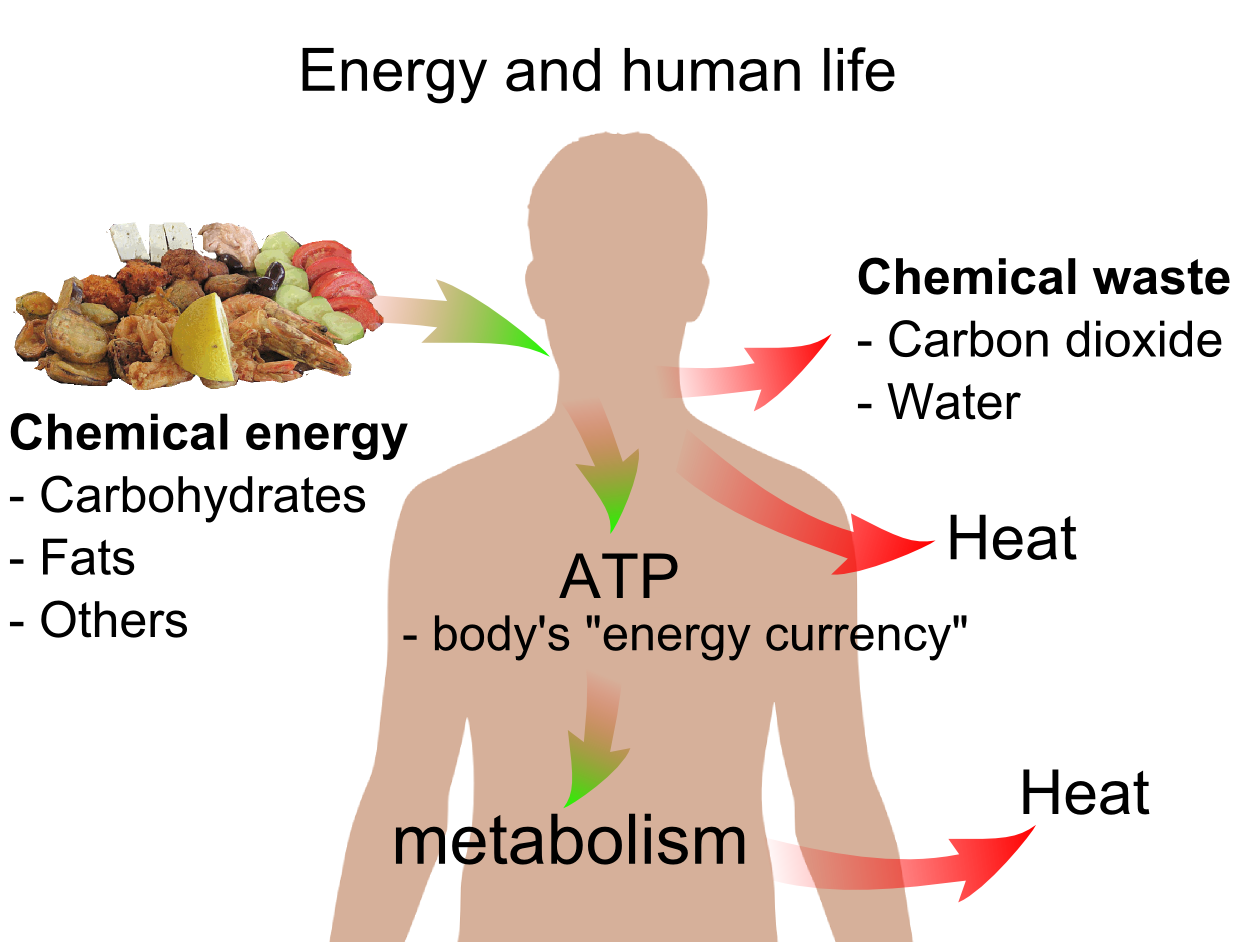
人類飲食的生物能

食欲（Appetite）是指一个人对于食物進食的渴望，有時可能是因為饥饿所造成，不過具吸引力的食物可能會讓人在不饥饿時仍然有食欲。食欲可以調節能量的攝取，以維持身體代谢所需的量，其調節方式是透過消化道、脂肪組織及腦部的紧密相互作用來调节。食欲好的人，对于食物的需求十分多以及频繁；食欲不好的人，则只会吃很少的食物，同时不太容易感觉到饿。食欲跟一个人肠胃的消化吸收以及运动消耗有很大关系。
食欲和每個個體的行為都有關係。食欲和其完備行為（consummatory behaviours）是唯一影響能量攝取的過程，而所有人類其他的行為都會影響能量的消耗。若食欲提昇，會增加食物攝取的量，若食欲減少，稱為食欲不振，而多食癥是指食慾增加的情形。食欲调节不良和神经性厌食症、神經性暴食症、惡病體質、暴飲暴食及過胖暴食症有關。

## 疾病
食欲的好坏，在很多程度上，也能反应出一个人的健康程度。如果食欲旺盛，容易感觉到饥饿，身体却日渐消瘦，伴有口渴、多饮、多尿，则可能是患了糖尿病；如果食欲旺盛，但体重下降，并伴有乏力、怕热、易出汗、易激动等症状，则有可能是患了甲亢。

## 生理因素
Cannon和Washburn（1912年）提出進食的機制是由人空腹時開始的。他們認為空的胃壁互相摩擦，產生一種稱為「饥饿痛」（hunger pangs）的感覺。有些批評者稱Cannon的解釋為the rumble theory。不過有些手術患者的觀察發現人會想要進食，有除了「饥饿痛」以外的機制。胃部切除的病患仍然有「饥饿痛」的感受，而且患者反應他們對飢餓和飽足感的感受和手術前相近（Inglefinger, 1944）（患者的胃因為胃癌或是大型溃疡而切除，其食道直接接到在小肠上）。病患沒有胃部儲存食物，因此只能少量進食，不過其對飢餓的感受以及整體的食物攝取量都是正常的。
比較起來，身體營養物質的消耗更像是造成飢餓的原因。人體細胞的主要能量來源是葡萄糖（單糖）及脂肪酸（脂肪分解後的產物）。若消化系統中有食物，其中的營養成份會吸收到血液中，供給全身。不過消化系統有時會是空的（例如每天早上起床時，消化系統可能就是空的）。因此需要有儲存養份的部位，在消化系統沒有食物時仍能提供身體所需的能量。人體有二個儲存養份的部位，短期的儲存養份會以碳水化合物的方式儲存養份，長期的儲存養份則會儲存脂肪。
許多因素都會影響人的食慾，主要會受到年齡及性別的影響，女性的食慾會比男性容易滿足，而食慾也會隨年齡而減退。BMI不會影響食慾，吸煙會影響食慾，而正在排卵期的女性其食慾也會較差。

## 調節
食慾調節在二十世紀末時已是許多研究的主題。其中的突破包括1994年發現瘦蛋白，是脂肪組織分泌的激素，對食慾有負反饋效果。瘦蛋白是可以影響體內恆定及免疫反應的肽激素。若食物攝取較少，體內的瘦蛋白濃度會下降，而食物攝取較多，體內的瘦蛋白濃度會上昇。後來的研究發現食慾調節是相關複雜的過程，其中有包括消化道、許多激素、中樞神經系統以及自主神经系统的參與。循環腸激素在體內恆定許多不同的機能，因此可以刺激食慾。

### 動作器
人的食慾主要是受大腦中的下丘脑所控制，調節食慾的神經元大部份可由血清素活化，而其中AGRP（AGRP）及神經肽Y（NPY）也有相當程度的影響。下丘脑皮质以及下丘脑邊緣皮质的投射有助於飢餓意識，由下丘腦控制的體細胞過程包括迷走神經張力（vagal tone，副交感自主神经系统的活動）、甲狀腺的刺激（甲状腺激素可以調節代謝率）、下丘脑-垂体-肾上腺轴以及許多其他的機制。伏隔核及腹側蒼白球中阿片样肽受体的相關機制會影響食物的適口程度。
伏隔核（NAc）是大腦中統合神经递质、鴉片類藥物、內源性大麻素系統，控制進食行為的區域。伏隔核中一些重要的信號分子控制進食的動機以及對食物的情感。這些分子句括多巴胺（DA）、乙醯膽鹼（Ach）、鴉片類藥物、大麻素以及其在大腦中的受體，分別是DA受體、毒蕈鹼受體、μ鴉片類受體及CB1受體等。

### 感受器
下丘脑感知外部刺激的方式是透過許多的激素，像是瘦蛋白、生長素釋放肽、YY肽、食慾素及膽囊收縮素，這些都會影響下丘脑的反應，這些激素是由消化道及脂肪組織（瘦蛋白）。像肿瘤坏死因子-α（TNFα）、白细胞介素1、白细胞介素6及以及促腎上腺皮質激素釋放激素（CRH）等系統性激素會降低食慾，這也是生病的人會吃的比較少的原因。
此外昼夜节律（由下丘脑所調節）會刺激食慾。其他腦部區域（例如边缘系统及大脑皮质）的作用也會影響下丘脑，改變食慾，例如在重性抑郁障碍及有壓力的情形下，會大幅降低食慾。

## 在疾病中的作用
有限或過多的食慾不一定是病態的。食慾異常可以被定義為飲食習慣導致營養不良和相關條件如肥胖及其相關問題。
遺傳和環境因素都可能影響食慾，任何一方面異常可能導致食慾減退。食慾不振可能有很多原因，不過也可能是身體（感染性，自體免疫性或惡性疾病）或心理（壓力，精神障礙）因素所造成。同樣的，食慾過多也可能是激素不平衡、精神疾病（例如抑鬱症）等的結果。消化不良也可能影響食慾，因為其中一個症狀就是在開始吃一些東西後，就立刻覺得相當的飽。味觉及嗅觉的問題（例如味覺障礙甚至是喪失味觉或嗅觉也會影響食欲。
食欲異常也可能和染色體上的異常有關。在1950年代普瑞德威利症候群（一種肥胖）的發現，看到在基因位點上的因果關係。此外，神經性厭食症和神經性貪食症比較容易發生在女性身上，因此可能有X染色體性聯遺傳的可能性。

### 飲食失調
食欲失调可能會導致神经性厌食症、神經性暴食症及過胖暴食症等疾病。神经性厌食症的特徵是對於變胖有極度的恐懼，因此嚴格的限制食物攝取。而且厌食症也可能會過度運動，厌食症的患者身上有高濃度，可以刺激食慾的生長素釋放肽，因此身體其實有飢餓的感覺，但患者會努力的壓抑。過胖暴食症是週期性的在一時間內過量（不受控制）的攝取食物。兒童時可能就可以看出過胖暴食症的風險，不過仍然最常出現在成人的時期。成人過胖暴食症的遺傳比例約為50%。 也有些飲食失調的情形是在暴食後會努力掏空體內的食物，甚至會使用瀉藥。不過他們仍然認為自己是過重的。

### 肥胖
有許多的遺傳性肥胖已可以追溯到下丘腦信號傳導的缺陷（例如瘦素受體及MC-4受體），也有一些仍在確認其特徵（普瑞德威利症候群），此外，對於飽腹感的反應降低也可能會讓人肥胖。已經發現生長素釋放肽反應性的IgG免疫球蛋白會影響生長素釋放肽的開胃反應。
除了一些基因刺激的食慾異常之外，也有一些影響食慾的生理因素是和基因無關的。例如生長素釋放肽及瘦素分別由胃及胰臟分泌到血液中，是給下丘腦的信號。生長素釋放肽會讓人飢餓，而瘦素會產生飽足感。有關這兩種激素的分泌量變化都可能會造成肥胖。以瘦素為例，身體內的細胞越多，也會有越多的脂肪組織，就會分泌越多的瘦素。但瘦素的過度分泌可能會讓下丘腦產生瘦素抗性，因此雖然胰臟仍在分泌瘦素，但身體接收不到應該停止進食的訊號。對於肥胖的人而言，這是一個一直持續的循環。

### 兒童飲食問題
有25%的兒童有像挑食之類的飲食問題，而發展障礙的兒童有飲食問題的比例會比較高，有些情形的飲食問題和聲音、食物的氣味或味道有關（感覺處理障礙）。

## 藥理學
以往認為升糖指數會影響饥饿的感覺，不過一個有關饥饿的研究發現，會帶來高血糖的馬鈴薯對食慾的降低程度會比高升糖指數的食物要多。

### 抑制食慾
許多希望減輕體重的藥物都希望可以影響控制食慾的機制。控制食慾的機制對於吃得太少的問題可以有很好的調整，但不過能控制吃太多的問題。早期的食慾抑制劑有氟苯丙胺及芬特明，後來出現的减食欲药有西布曲明，可以增加中樞神經系統中血清素及去甲肾上腺素的濃度，但因為有增加心血管疾病的風險，後來已停售。另一種食慾抑制劑利莫那班（大麻素受体拮抗剂）因為會使憂鬱症惡化，且增加自殺風險，後來也已經停售。最近研究YY肽 3-36（一種重組DNA）的論文認為這種物質可能可以降低食慾，達到減重的效果。

### 刺激食慾
有些疾病會讓人體重減輕及食慾減退（惡病體質），這些也可能是一些藥物的副作用。像醋酸甲羥孕酮（MPA）及醋酸甲地孕酮（MA）等孕激素已在歐洲獲准作為刺激食慾的治療用藥物，短期使用可以配合皮質類固醇。直接給予生長肽也可以增加食慾。
六君子湯是日本漢方醫學中的一種藥劑，可以刺激生長素釋放肽，也可以促進及食慾。
針對大鼠的研究中，使用含薑或karpurvalli（左手香）的飲料作為食慾促進劑，可以增加食物的攝取量。對於人類志願者的研究發現，karpurvalli的影響會隨其濃度而不同，特定濃度的karpurvalli可能會增加瘦素，但濃度改變後反而會降低瘦素。

## 視覺的影響

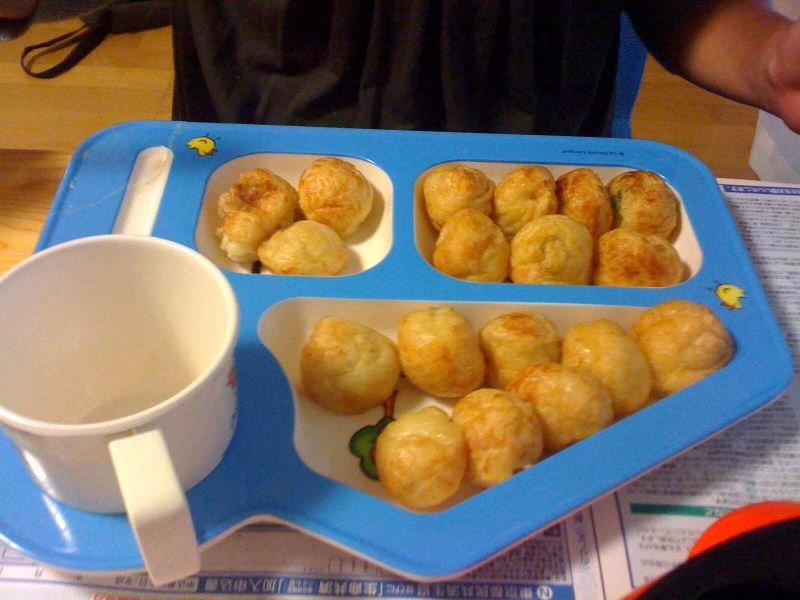
藍色的餐盤

食欲不止受到嗅觉的影響，视觉也會影響食欲。有些研究指出，紅色（暖色）可以增強食慾（和熱的食物有關）
實際上，有許多廉價的餐廳（包括速食餐廳）會使用紅色的標誌或是紅色的內部裝潢（收銀台、牆壁）。也常看到互補色紅色和綠色的組合（例如塔巴斯科辣椒醬的包裝）。
而藍色（冷色）的影響恰好相反。